# Satyricon
Satyricon är en satirisk roman skriven på latin av Gaius Petronius under första århundradet e.Kr.
Romanens huvudperson och berättare är ynglingen Encolpius som reser runt i Italien med vännen Aschyltos och den 16-årige Giton där de råkar ut för många bisarra upplevelser. Romanen innehåller också andra berättelser, sagor och dikter.
Endast delar av texten har bevarats varav berättelsen om Trimalchios middag (Cena Trimalchionis) är den längsta. Här deltar de tre resenärerna i en middag hos den störtrike, tidigare slaven Trimalchio, som skryter om sig själv och sin förmögenhet. Berättelsen är skriven på vardagslatin, men dialogerna är på vulgärlatin.
Den italienske filmregissören Federico Fellinis film Fellinis Satyricon från 1969 är delvis baserad på boken.